# Вичкино
Вичкино — деревня в Меленковском районе Владимирской области. Входит в состав Бутылицкого сельского поселения.

## География
Деревня расположена в 4 км на юг от центра поселения села Бутылицы и в 18 км на север от райцентра города Меленки.

### Природные ресурсы
В окрестностях деревни произрастает широкое разнообразие видов сосудистых растений. Населенный пункт окружен смешанными лесами.

## История
Деревня впервые упоминается в окладных книгах 1676 года в составе Бутылицкого прихода, в ней тогда было 15 дворов крестьянских.
В XIX — первой четверти XX века деревня входила в состав Бутылицкой волости Меленковского уезда, с 1926 года — в составе Муромского уезда. В 1859 году в деревне числилось 58 дворов, в 1905 году — 106 дворов, в 1926 году — 146 дворов.
С 1929 года деревня являлась центром Вичкинского сельсовета Меленковского района, с 1940 года — в составе Бутылицкого сельсовета, с 2005 года — в составе Бутылицкого сельского поселения.

## Население
| 1859 | 1905 | 1926 | 2002 | 2010 | 2021 |
| ---- | ---- | ---- | ---- | ---- | ---- |
| 366  | ↗692 | ↗700 | ↘191 | ↘162 | ↘141 |